# サンベリーナ (馬)

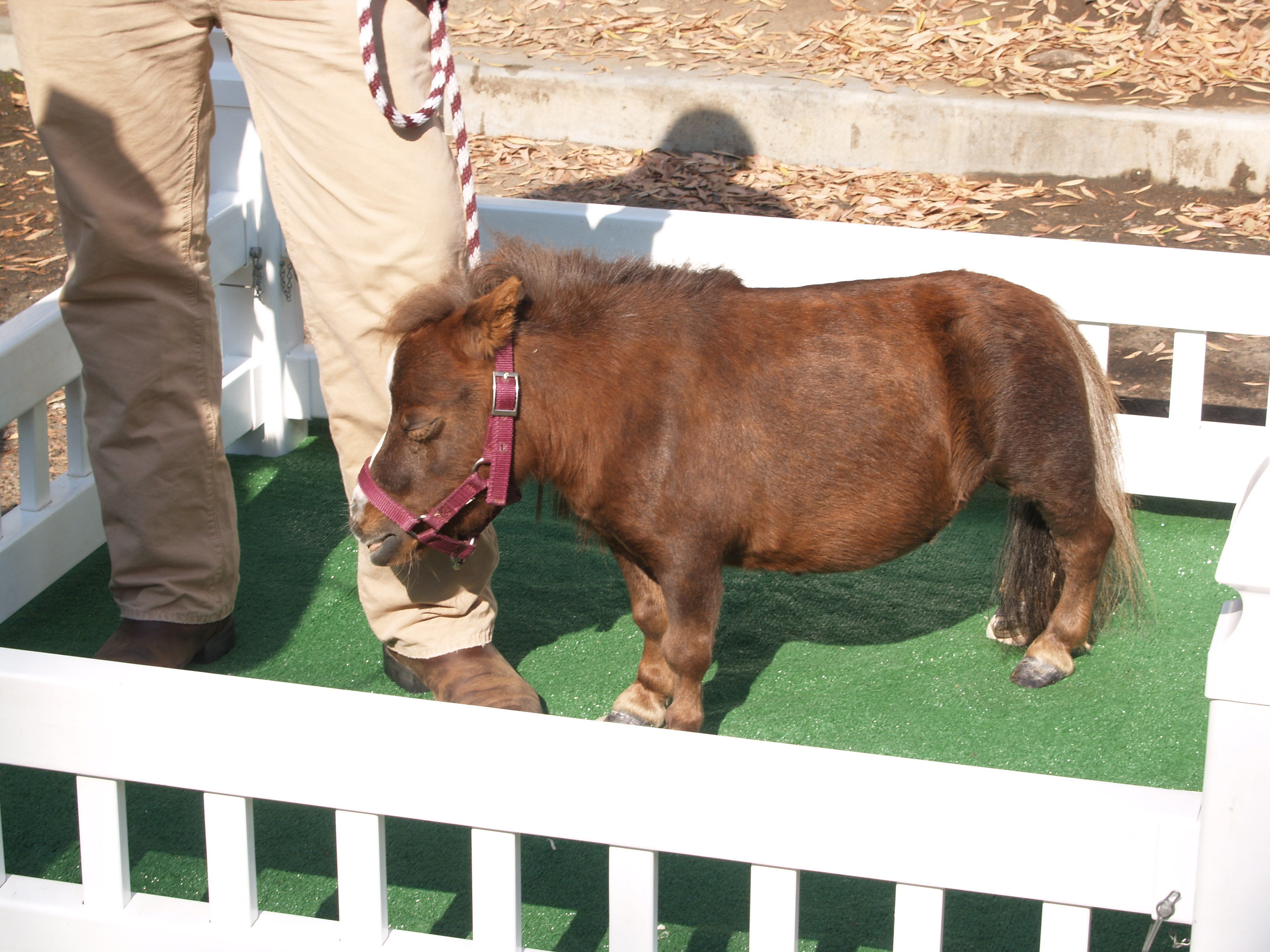
サンベリーナ

サンベリーナ（Thumbelina、2001年5月1日 - 2018年）は、体高43 cm、体重26 kgで記録が残る中では史上最も小さな（体高が低い）馬である。アメリカのミズーリ州、セントルイスのミニチュアホースの繁殖を専門とする農場に生まれ、Goessling夫妻によって所有されていたミニチュアホースの牝馬。5歳の時、世界最小の馬としてギネス世界記録に認定。2018年に亡くなった。